# Cycas condaoensis
Cycas condaoensis là một loài thực vật hạt trần trong họ Cycadaceae. Loài này được K.D.Hill & S.L.Yang mô tả khoa học đầu tiên năm 2004.